# Eugauria albidentata
Eugauria là một chi bướm đêm thuộc họ Crambidae. It contains only one species, Eugauria albidentata, which is found on Java.